# Manuel Ferreira González
Manuel Arturo Ferreira González (Lechería, estado Anzoátegui, Venezuela, 30 de noviembre de 1979) es un abogado y político venezolano. Actualmente es alcalde del Municipio Turístico El Morro "Lcdo. Diego Bautista Urbaneja", del estado Anzoátegui. Fue electo el 10 de diciembre de 2017.
Ferreira fue director de derechos humanos de la Mesa de la Unidad Democrática (MUD), capítulo Anzoátegui. Es directivo nacional y miembro fundador del partido Fuerza Vecinal en Lechería. También preside la fundación Estamos Para Asistirte.

## Biografía

### Resumen
Nació el 30 de noviembre de 1979 en la ciudad de Lechería, Anzoátegui.
Se tituló como abogado en la Universidad Santa María, Núcleo Oriente (2001), en donde realizó un postgrado en penal y criminalística (2015).
Junto a varios juristas del Estado Anzoátegui, creó la fundación Estamos Para Asistirte, promoviendo y defendiendo los derechos de los venezolanos, las leyes y la constitución venezolana.
En 2017 asume el cargo como Alcalde del Municipio Urbaneja y posteriormente fue reelecto en el año 2021, siendo así el primer alcalde reelecto democráticamente en el municipio.

### Trayectoria Profesional
Es profesor de la Facultad de Derecho de la Universidad Santa María, Núcleo Oriente, donde enseña múltiples cátedras.
En 2016 Ferreira inició un ciclo de foros sobre la Ley de Amnistía y Reconciliación Nacional debido a la cantidad de presos políticos que existe en Venezuela.

#### Protestas de 2014
Tuvo un papel durante las protestas contra la gestión del Presidente Nicolás Maduro que acontecieron en Venezuela en febrero de 2014, donde asumió conjuntamente con otros abogados del país, la defensa legal de más de 500 estudiantes detenidos en varias manifestaciones ocurridas en Estado Anzoátegui.

#### Protestas de 2017
Durante las protestas del 2017 contra el gobierno de Nicolás Maduro, Ferreira en su posición de director de derechos humanos de la Mesa de la Unidad Democrática denunció la represión de la policía y la Guardia Nacional Bolivariana contra los manifestantes opositores al gobierno asimismo participó activamente en la defensa legal de unos 140 venezolanos detenidos por las autoridades.

## Defensa de la Ley de Amnistía
Ferreira inició un ciclo de foros sobre la Ley de Amnistía y Reconciliación Nacional en 2016, a causa de la cantidad de presos políticos que existe en Venezuela para que la ciudadanía conociese el contenido de este instrumento legal y cuáles son los alcances.

## Reconocimientos
Condecoración “Arminio Borjas”, en su Tercera Clase, por su destacada trayectoria profesional (2014). Este es el más distinguido reconocimiento otorgado por la Federación de Colegios de Abogados de Venezuela.